# انفجار پالایشگاه نفت تهران
آتش‌سوزی پالایشگاه نفت تهران در ساعت ۴ بعد از ظهر جمعه ۵ آبان ۱۳۹۶ رخ داد که در این حادثه ۸ نفر جان خود را از دست دادند.

## جزئیات حادثه
این حادثه در پالایشگاه نفت تهران که در جاده قدیم قم و نرسیده به باقرشهر واقع شده‌است در حالی رخ داد که تعدادی از کارگران و تکنسین‌ها در حال کار تعمیر در ارتفاعات یکی از بخش‌های واحد آیزوماکس جنوبی پالایشگاه بودند که نشتی مواد آتش‌زا با آتش‌سوزی همراه و منجربه حریق فورانی شد. در همان لحظات اولیه تعداد ۶ نفر بر اثر سوختی شدید کشته شدند و دو نفر به علت سوختگی‌زیاد به بیمارستان انتقال داده شدند که بر اثر جراحات زیاد جان باختند.

## کشته و زخمی
در این حادثه ۸ تن از تکنسین‌ها و کارگران تعمیرات اساسی پالایشگاه کشته شده‌اند.اسامی ۸ کشته حادثه:
1. سجاد دارابی
2. پوریا دارابی
3. محسن دارابی
4. افشار میرزایی
5. کاظم امیری
6. نعمت کوخایی جان
7. جواد نوروزی
8. علی نظر جلیلیان